# Чарквиани, Иона Ермолаевич
Ио́на Ермола́евич Чарквиа́ни (1895 год — неизвестно, Телавский район, Грузинская ССР) — директор Цинандальского виноградарского совхоза Министерства пищевой промышленности СССР, Телавский район, Грузинская ССР. Герой Социалистического Труда (1949).

## Биография
Родился в 1895 году в крестьянской семье в одном из сельских населённых пунктов на территории современной Грузии (предположительно в Ланчхутском уезде). Грузин. Получил высшее образование в сельскохозяйственном институте. Трудился агрономом в Цинандальском виноградарском совхозе с усадьбой в деревне Цинандали, которая во времена Российской империи принадлежала грузинскому княжескому роду Чавчавадзе. Позднее был назначен директором этого же совхоза (с 1950 года — совхоз «Цинандали»).
Под его руководством совхоз занимался селекционной работой и ежегодно получал высокие урожаи винограда. В совхозе выращивали сорта винограда «Цинандали», «Мцване», «Саперави», «Ркацители» и «Тавквери», которые поставлялись в Телианский и Цинандальский винные заводы для производства одноимённых вин. В 1941 году совхозные виноградники занимали площадь около 225 гектаров.
За выдающиеся трудовые достижения в годы Великой Отечественной войны и в связи с 25-летием Грузинской ССР был награждён Орденом Трудового Красного Знамени.
После войны совхоз за короткое время восстановил довоенный уровень урожайности винограда. Во время Четвёртой пятилетки (1946—1950) ежегодные показатели урожайности винограда превышали довоенные сборы в 1,5 — 1,7 раза. Указом Президиума Верховного Совета СССР «О награждении Цинандальского виноградарского совхоза Самтреста Министерства пищевой промышленности СССР» от 29 января 1949 совхоз был награждён Орденом Ленина за «выдающиеся заслуги в области развития виноградарства, качественного виноделия и в связи с 60-летием со дня основания». Некоторые труженики совхоза Указом Президиума Верховного Совета «О награждении орденами и медалями работников Цинандальского виноградарского совхоза Самтреста Министерства пищевой промышленности СССР» от 29 января 1949 года были награждены различными орденами и медалями, в том числе главный агроном, два рабочих и Иона Чарквиани были награждены Орденом Ленина.
В 1948 году совхоз получил в среднем с каждого гектара по 103,7 центнера винограда на участке площадью 45,9 гектара. Указом Президиума Верховного Совета СССР от 5 октября 1949 года удостоен звания Героя Социалистического Труда за «получение высоких урожаев винограда в 1948 году» с вручением ордена Ленина и золотой медали «Серп и Молот» (№ 4779).
Этим же Указом званием Героя Социалистического Труда были награждены старший агроном Иосиф Давидович Болквадзе, управляющие отделениями Лонгиноз Георгиевич Арсенишвили и Давид Андреевич Саванели, бригадиры Бидзин Георгиевич Батиашвили, Реваз Андреевич Саванели, звеньевые Иван Григорьевич Багатришвили, Антонина Васильевна Игнатова.
За выдающиеся трудовые показатели по итогам работы совхоза за 1950 год был награждён третьим Орденом Ленина.
Проживал в Телавском районе. Дата его смерти не установлена.
Награды
- Герой Социалистического Труда
- Орден Ленина — трижды (29.01.1949; 05.10.1949; 20.03.1951)
- Орден Трудового Красного Знамени (24.02.1946)